# Ignazio da Santhià
Ignazio da Santhià, OFMCap, rodným jménem Lorenzo Maurizio Belvisotti (5. června 1686, Santhià – 22. září 1770, Turín) byl italský římskokatolický kněz a řeholník Řádu menších bratří kapucínů. Katolická církev jej uctívá jako světce.

## Život
Narodil se dne 5. června 1686 v obci Santhià u Vercelli jako čtvrté ze šesti dětí Pietru Paolu Belvisottovi a Marii Elisabettě Balocco. Vzdělání mu poskytl místní kněz Bartolomea Quallia, který ho inspiroval k rozpoznání povolání k zasvěcenému životu. Vzdělávat se začal v sedmi letech po smrti svého otce. V roce 1706 odcestoval do Vercelli, kde absolvoval teologická a filozofická studia.

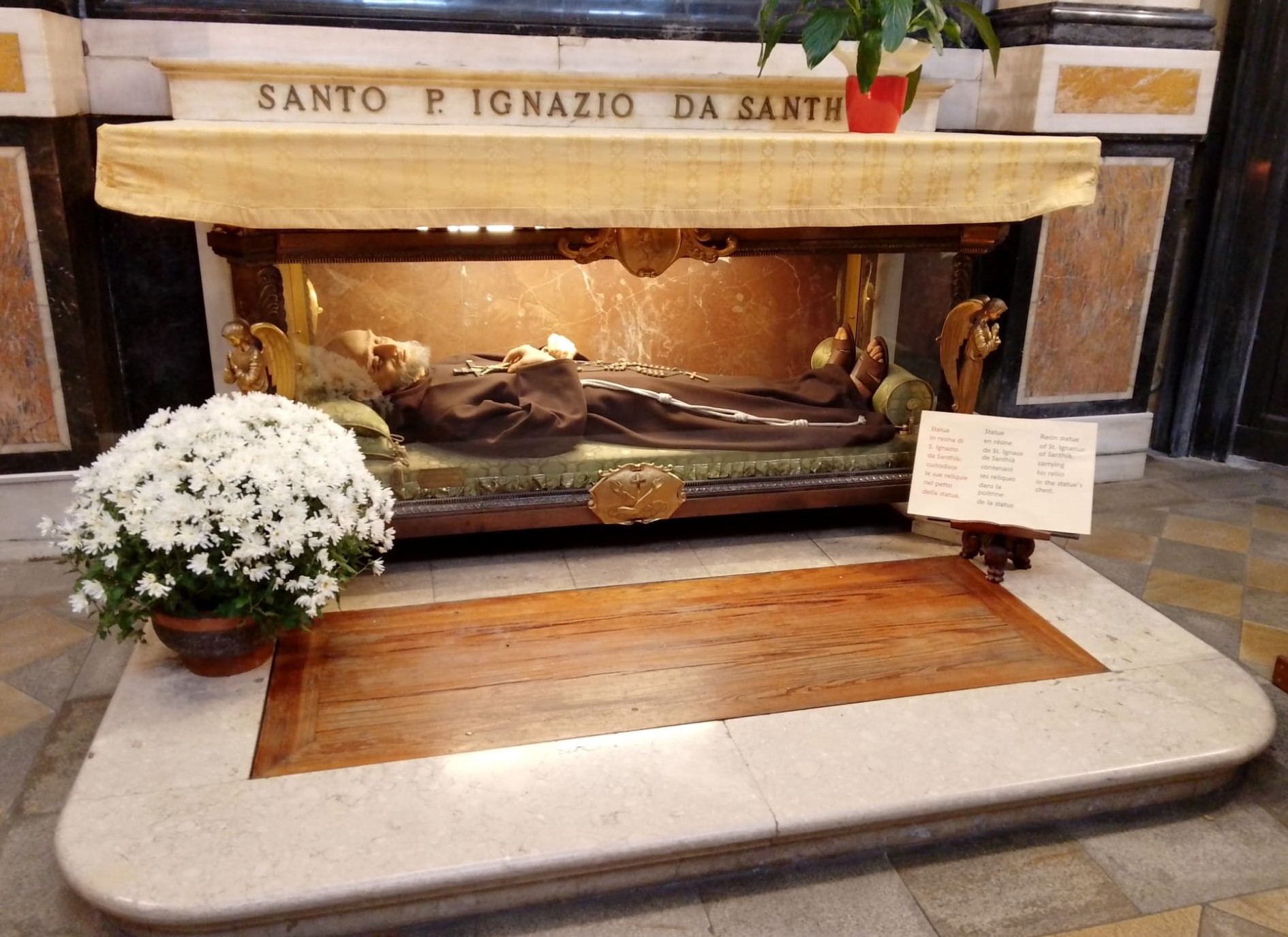
Relikviář s jeho ostatky v kostele Santa Maria al Monte dei Cappuccini v Turíně

V roce 1710 byl vysvěcen na kněze a stal se kaplanem šlechtického rodu ve Vercelli. Poté působil jako farář v Casanova Elvo, kterým byl do roku 1716, kdy se rozhodl vstoupit do Řádu menších bratří kapucínů. Své řeholní sliby složil dne 24. května 1717. Přijal řeholní jméno Ignazio da Santhià, na počest sv. Ignáce z Loyoly. V roce 1717 byl poslán do kláštera v Saluzze, kde sloužil zde jako sakristián. Nějakou dobu byl také novicmistrem v Chieri a v roce 1723 byl sakristiánem v Turíně. V letech 1731–1744 působil také jako novicmistr v Mondovì u Piemontu, ale nemoc jednoho z jeho očí způsobila, že na dva roky odešel z funkce.
V letech 1743–1746 probíhala v Piemontu válka. Poté, co se zotavil ze svých problémů se zrakem, se stal hlavním kaplanem armád Karla Emmanuela III., které bojovaly s francouzsko-hispánskými silami. Pro svoji práci s raněnými si získal dobrou pověst. V této pozici také pracoval v nemocnicích v Asti a v Alessandrii. Po skončení vojenského konfliktu se vrátil ke svému starému životu, kdy působil jako zpovědník a duchovní vůdce. Pokračoval v návštěvách nemocných a chudých po celém Turíně a sloužil tisícům lidí, kteří se hrnuli, aby přijali jeho požehnání.
Zemřel v Turíně dne 22. září 1770 s pověstí svatosti. Jeho ostatky jsou uchovávány v kostele Santa Maria al Monte dei Cappuccini v Turíně.

## Úcta
Jeho beatifikační proces započal dne 23. února 1782, čímž obdržel titul služebník Boží. Dne 19. března 1827 jej papež Lev XII. podepsáním dekretu o jeho hrdinských ctnostech prohlásil za ctihodného.
Blahořečen byl dne 17. dubna 1966 v bazilice sv. Petra papežem sv. Pavlem VI. Dne 20. prosince 2001 byl uznán zázrak na jeho přímluvu, potřebný pro jeho svatořečení. Svatořečen pak byl dne 19. května 2002 na Svatopetrském náměstí papežem sv. Janem Pavlem II.
Jeho památka je připomínána 22. září. Bývá zobrazován v řeholním oděvu.